# Campionatul Mondial de Handbal Masculin din 2019
Campionatul Mondial de Handbal Masculin din 2019 a fost cea de a XXVI-a ediție a turneului organizat Federația Internațională de Handbal și a avut loc în perioada 10-27 ianuarie 2019 fiind găzduit de Germania și Danemarca. A fost prima ediție când campionatului mondial a fost găzduit de mai mult de o țară. Danemarca a câștigat primul titlu mondial.
La această ediție a participat, pentru prima dată, o echipă unificată a Coreei.

## Procesul de licitare
Danemarca / Germania au prezentat o ofertă comună alături de alte oferte din Polonia și Slovacia / Ungaria. Federația Internațională de Handbal a anunțat la 28 octombrie 2013 că Danemarca / Germania urmează să organizeze Campionatul Mondial de Handbal Masculin din 2019.

## Format
În această ediție s-a revenit la formatul folosit în 2011. Cele 24 de echipe au fost împărțite în patru grupe, din care primele trei echipe s-au calificat pentru grupele principale. Celelalte trei echipe din grupa preliminară din fiecare grupă au jucat în Cupa Președinților pentru a determina locurile de la 13 la 24. În runda principală, cele 12 echipe au fost împărțite în două grupe. Punctele din grupa preliminară obținute împotriva celorlalte echipe calificate au fost transferate în grupa principală, iar cele mai bune două echipe plasate în fiecare grupă principală s-au calificat în semifinale. Din semifinalele, s-a folosit un sistem eliminatoriu.

## Sălile
Mai jos este o listă a tuturor sălilor și a orașelor gazdă care au fost utilizate. Toate sălile au o capacitate de peste 10.000 de locuri. Finala va avea loc la Jyske Bank Boxen din Herning, Danemarca.
| Copenhaga          | Copenhaga          | Herning            | Herning                  | Berlin                   | Berlin                   |
| ------------------ | ------------------ | ------------------ | ------------------------ | ------------------------ | ------------------------ |
| Royal Arena        | Royal Arena        | Jyske Bank Boxen   | Jyske Bank Boxen         | Mercedes-Benz Arena      | Mercedes-Benz Arena      |
| Capacitate: 13.700 | Capacitate: 13.700 | Capacitate: 15.000 | Capacitate: 15.000       | Capacitate: 14.800       | Capacitate: 14.800       |
|                    |                    |                    |                          |                          |                          |
| HerningCopenhaga   | HerningCopenhaga   | HerningCopenhaga   | HamburgBerlinMünchenKöln | HamburgBerlinMünchenKöln | HamburgBerlinMünchenKöln |
| Köln               | Köln               | München            | München                  | Hamburg                  | Hamburg                  |
| Lanxess Arena      | Lanxess Arena      | Olympiahalle       | Olympiahalle             | Barclaycard Arena        | Barclaycard Arena        |
| Capacitate: 19.250 | Capacitate: 19.250 | Capacitate: 12.000 | Capacitate: 12.000       | Capacitate: 13.300       | Capacitate: 13.300       |
|                    |                    |                    |                          |                          |                          |

## Turneele de calificare
| Competiția                                            | Data                              | Locurile disponibile | Calificate                                                                                     |
| ----------------------------------------------------- | --------------------------------- | -------------------- | ---------------------------------------------------------------------------------------------- |
| Țara gazdă                                            | 28 octombrie 2013                 | 2                    | Danemarca · Germania                                                                           |
| Campionatul Mondial din 2019                          | 11–29 ianuarie 2017               | 1                    | Franța                                                                                         |
| Campionatul European de Handbal Masculin din 2018     | 12–28 ianuarie 2018               | 1                    | Spania                                                                                         |
| Campionatul African de Handbal Masculin din 2018      | 17–27 ianuarie 2018               | 3                    | Angola · Egipt · Tunisia                                                                       |
| Campionatul Asiatic de Handbal Masculin din 2018      | 18–28 ianuarie 2018               | 4                    | Bahrain · Qatar · Arabia Saudită · Coreea de Sud                                               |
| Meciurile de baraj europene                           | 25 octombrie 2017 – 14 iunie 2018 | 9                    | Austria · Croația · Ungaria · Islanda · Macedonia de Nord · Norvegia · Rusia · Serbia · Suedia |
| Campionatul Pan-American de Handbal Masculin din 2018 | 16–24 iunie 2018                  | 3                    | Argentina · Brazilia · Chile                                                                   |
| Wildcard                                              | 9 mai 2018 10 octombrie 2018      | 2                    | Japonia · Coreea de Sud                                                                        |

## Echipele calificate
| Țara              | Calificată ca                                 | Data obținerii calificării | Apariții anterioare în competiție1, 2 |
| ----------------- | --------------------------------------------- | -------------------------- | --- |
| Danemarca         | Gazdă                                         | 28 octombrie 2013          | 22 (1938, 1954, 1958, 1961, 1964, 1967, 1970, 1974, 1978, 1982, 1986, 1993, 1995, 1999, 2003, 2005, 2007, 2009, 2011, 2013, 2015, 2017)       |
| Germania          | Gazdă                                         | 28 octombrie 2013          | 23 (1938, 1954, 1958, 1961, 1964, 1967, 1970, 1974, 1978, 1982, 1986, 1993, 1995, 1999, 2001, 2003, 2005, 2007, 2009, 2011, 2013, 2015, 2017) |
| Franța            | campioana mondială                            | 29 ianuarie 2017           | 21 (1954, 1958 ,1961, 1964, 1967, 1970, 1978, 1990, 1993, 1995, 1997, 1999, 2001, 2003, 2005, 2007, 2009, 2011, 2013, 2015, 2017)             |
| Arabia Saudită    | Semifinalistă a Campionatul Asiatic din 2018  | 23 ianuarie 2018           | 8 (1997, 1999, 2001, 2003, 2009, 2013, 2015, 2017)                                                                                            |
| Qatar             | Semifinalistă a Campionatul Asiatic din 2018  | 23 ianuarie 2018           | 6 (2003, 2005, 2007, 2013, 2015, 2017) |
| Coreea de Sud     | Semifinalistă a Campionatul Asiatic din 2018  | 23 ianuarie 2018           | 11 (1986, 1990, 1993, 1995, 1997, 1999, 2001, 2007, 2009, 2011, 2013)                                                                         |
| Bahrain           | Semifinalistă a Campionatul Asiatic din 2018  | 24 ianuarie 2018           | 2 (2011, 2017) |
| Tunisia           | Finalistă a Campionatul African din 2018      | 25 ianuarie 2018           | 13 (1967, 1995, 1997, 1999, 2001, 2003, 2005, 2007, 2009, 2011, 2013, 2015, 2017)                                                             |
| Egipt             | Finalistă a Campionatul African din 2018      | 25 ianuarie 2018           | 14 (1964, 1993, 1995, 1997, 1999, 2001, 2003, 2005, 2007, 2009, 2011, 2013, 2015, 2017)                                                       |
| Angola            | Locul 3 la Campionatul African din 2018       | 27 ianuarie 2018           | 3 (2005, 2007, 2017) |
| Spania            | campioana Europei                             | 28 ianuarie 2018           | 19 (1958, 1974, 1978, 1982, 1986, 1990, 1993, 1995, 1997, 1999, 2001, 2003, 2005, 2007, 2009, 2011, 2013, 2015, 2017)                         |
| Japonia           | Wildcard                                      | 9 mai 2018                 | 14 (1961, 1964, 1967, 1970, 1974, 1978, 1982, 1990, 1995, 1997, 2005, 2011, 2017)                                                             |
| Rusia             | Barajele de calificare europene               | 12 iunie 2018              | 12 (1993, 1995, 1997, 1999, 2001, 2003, 2005, 2007, 2009, 2013, 2015, 2017)                                                                   |
| Norvegia          | Barajele de calificare europene               | 12 iunie 2018              | 14 (1958, 1961, 1964, 1967, 1970, 1993, 1997, 1999, 2001, 2005, 2007, 2009, 2011, 2017)                                                       |
| Macedonia de Nord | Barajele de calificare europene               | 13 iunie 2018              | 5 (1999, 2009, 2013, 2015, 2017) |
| Ungaria           | Barajele de calificare europene               | 13 June 2018               | 19 (1958, 1964, 1967, 1970, 1974, 1978, 1982, 1986, 1990, 1993, 1995, 1997, 1999, 2003, 2007, 2009, 2011, 2013, 2017)                         |
| Suedia            | Barajele de calificare europene               | 13 iunie 2018              | 23 (1938, 1954, 1958, 1961, 1964, 1967, 1970, 1974, 1978, 1982, 1986, 1990, 1993, 1995, 1997, 1999, 2001, 2003, 2005, 2009, 2011, 2015, 2017) |
| Austria           | Barajele de calificare europene               | 13 iunie 2018              | 5 (1938, 1958, 1993, 2011, 2015) |
| Islanda           | Barajele de calificare europene               | 13 iunie 2018              | 19 (1958, 1961, 1964, 1970, 1974, 1978, 1986, 1990, 1993, 1995, 1997, 2001, 2003, 2005, 2007, 2011, 2013, 2015, 2017)                         |
| Croația           | Barajele de calificare europene               | 14 iunie 2018              | 12 (1995, 1997, 1999, 2001, 2003, 2005, 2007, 2009, 2011, 2013, 2015, 2017)                                                                   |
| Serbia            | Barajele de calificare europene               | 14 iunie 2018              | 3 ( 2009, 2011, 2013) |
| Brazilia          | Finalistă a Campionatul Pan American din 2018 | 23 iunie 2018              | 13 (1958, 1995, 1997, 1999, 2001, 2003, 2005, 2007, 2009, 2011, 2013, 2015, 2017)                                                             |
| Argentina         | Finalistă a Campionatul Pan American din 2018 | 23 iunie 2018              | 11 (1997, 1999, 2001, 2003, 2005, 2007, 2009, 2011, 2013, 2015, 2017)                                                                         |
| Chile             | Locul 3 la Campionatul Pan American din 2018  | 24 iunie 2018              | 4 (2011, 2013, 2015, 2017) |
| Coreea de Sud     | Wildcard3                                     | 10 octombrie 2018          | 0 (debut) |

1 litere îngroșate indică echipa campioană pentru acel an
2 litere italice indică țara gazdă pentru acel an 
3 Federațiile din Correa de Sud și Coreea de Nord au fost invitate de Federația Internațională de Handbal să prezinte o echipă unificată la această ediție. Coreea de Sud, a avut 11 apariții anterioare (1986, 1990, 1993, 1995, 1997, 1999, 2001, 2007, 2009, 2011, 2013), fiind calificată inițial ca semifinalistă a Campionatului Asiatic din 2018.

## Arbitrii
Cele 16 perechi de arbitri au fost anunțate pe 25 octombrie 2018.
| Arbitri           | Arbitri                                   |
| ----------------- | ----------------------------------------- |
| Argentina         | Julian Grillo Sebastián Lenci             |
| Croația           | Matija Gubica Boris Milošević             |
| Cehia             | Václav Horáček Jiří Novotný               |
| Danemarca         | Martin Gjeding Mads Hansen                |
| Franța            | Karim Gasmi Raouf Gasmi                   |
| Germania          | Robert Schulze Tobias Tönnies             |
| Iran              | Majid Kolahdouzan Alireza Mousaviannazhad |
| Macedonia de Nord | Gjorgji Nachevski Slave Nikolov           |

| Referees   | Referees                          |
| ---------- | --------------------------------- |
| Muntenegru | Ivan Pavićević Miloš Ražnatović   |
| Norvegia   | Håvard Kleven Lars Jørum          |
| Portugalia | Duarte Santos Ricardo Fonseca     |
| Slovenia   | Bojan Lah David Sok               |
| Spania     | Óscar López Ángel Ramírez         |
| Suedia     | Mirza Kurtagic Mattias Wetterwik  |
| Elveția    | Arthur Brunner Morad Salah        |
| Tunisia    | Ismail Boualloucha Ramzi Khenissi |

## Tragerea la sorți
Tragerea la sorți s-a desfășurat pe 25 iunie 2018 în Copenhaga, Danemarca.

### Distribuția în urnele valorice
Distribuția în urnele valorice și procedura tragerii la sorți au fost anunțate pe 22 iunie 2018.
| Pot 1                                | Pot 2                                | Pot 3                                          | Pot 4                                  | Pot 5                              | Pot 6                                              |
| ------------------------------------ | ------------------------------------ | ---------------------------------------------- | -------------------------------------- | ---------------------------------- | -------------------------------------------------- |
| Franța · Spania · Suedia · Danemarca | Croația · Rusia · Norvegia · Ungaria | Qatar · Germania · Austria · Macedonia de Nord | Serbia · Tunisia · Islanda · Argentina | Brazilia · Egipt · Bahrain · Chile | Coreea de Sud4 · Arabia Saudită · Angola · Japonia |

4 Înlocuită mai târziu de echipa unificată a Coreei.

## Grupele preliminare
Programul provizoriu a fost confirmat pe 28 iunie 2018, iar cel final a fost anunțat pe 31 octombrie 2018.

### Grupa A
| Loc | Echipa        | MJ | V | E | Î | GM  | GP  | DG  | Pct | Calificare       |
| --- | ------------- | -- | - | - | - | --- | --- | --- | --- | ---------------- |
| 1   | Franța        | 5  | 4 | 1 | 0 | 138 | 113 | +25 | 9   | Grupa principală |
| 2   | Germania (H)  | 5  | 3 | 2 | 0 | 142 | 110 | +32 | 8   | Grupa principală |
| 3   | Brazilia      | 5  | 3 | 0 | 2 | 127 | 129 | −2  | 6   | Grupa principală |
| 4   | Rusia         | 5  | 1 | 2 | 2 | 131 | 127 | +4  | 4   |                  |
| 5   | Serbia        | 5  | 1 | 1 | 3 | 127 | 146 | −19 | 3   |                  |
| 6   | Coreea de Sud | 5  | 0 | 0 | 5 | 124 | 164 | −40 | 0   |                  |

| 10 ianuarie 2019 18:15 | Coreea de Sud   | 19–30   | Germania     | Mercedes-Benz Arena, Berlin Asistență: 13.500 Arbitri: Gjeding, Hansen |
| 10 ianuarie 2019 18:15 | Jang, Kang T. 4 | (10–17) | Gensheimer 7 | Mercedes-Benz Arena, Berlin Asistență: 13.500 Arbitri: Gjeding, Hansen |
| 10 ianuarie 2019 18:15 | 5× 1×           | Cronică | 6× 1×        | Mercedes-Benz Arena, Berlin Asistență: 13.500 Arbitri: Gjeding, Hansen |

| 11 ianuarie 2019 18:00 | Serbia    | 30–30   | Rusia      | Mercedes-Benz Arena, Berlin Asistență: 10.468 Arbitri: Kleven, Jørum |
| 11 ianuarie 2019 18:00 | N. Ilić 6 | (16–16) | Dibirov 12 | Mercedes-Benz Arena, Berlin Asistență: 10.468 Arbitri: Kleven, Jørum |
| 11 ianuarie 2019 18:00 | 5× 2×     | Cronică | 4× 1×      | Mercedes-Benz Arena, Berlin Asistență: 10.468 Arbitri: Kleven, Jørum |

| 11 ianuarie 2019 20:30 | Brazilia | 22–24   | Franța        | Mercedes-Benz Arena, Berlin Asistență: 10.529 Arbitri: Kurtagic, Wetterwik |
| 11 ianuarie 2019 20:30 | Toledo 8 | (13–16) | Guigou, Mem 6 | Mercedes-Benz Arena, Berlin Asistență: 10.529 Arbitri: Kurtagic, Wetterwik |
| 11 ianuarie 2019 20:30 | 5× 2×    | Cronică | 4× 2×         | Mercedes-Benz Arena, Berlin Asistență: 10.529 Arbitri: Kurtagic, Wetterwik |

| 12 ianuarie 2019 15:30 | Rusia        | 34–27   | Coreea de Sud      | Mercedes-Benz Arena, Berlin Asistență: 10.039 Arbitri: Pavićević, Ražnatović |
| 12 ianuarie 2019 15:30 | Shishkarev 7 | (20–13) | Kang J., Park K. 4 | Mercedes-Benz Arena, Berlin Asistență: 10.039 Arbitri: Pavićević, Ražnatović |
| 12 ianuarie 2019 15:30 | 8× 2× 1×     | Cronică | 2× 1×              | Mercedes-Benz Arena, Berlin Asistență: 10.039 Arbitri: Pavićević, Ražnatović |

| 12 ianuarie 2019 18:15 | Germania      | 34–21   | Brazilia | Mercedes-Benz Arena, Berlin Asistență: 13.500 Arbitri: Kleven, Jørum |
| 12 ianuarie 2019 18:15 | Gensheimer 10 | (15–8)  | Toledo 5 | Mercedes-Benz Arena, Berlin Asistență: 13.500 Arbitri: Kleven, Jørum |
| 12 ianuarie 2019 18:15 | 4× 2×         | Cronică | 6× 2× 1× | Mercedes-Benz Arena, Berlin Asistență: 13.500 Arbitri: Kleven, Jørum |

| 12 ianuarie 2019 20:30 | Franța             | 32–21   | Serbia        | Mercedes-Benz Arena, Berlin Asistență: 13.500 Arbitri: Gjeding, Hansen |
| 12 ianuarie 2019 20:30 | Fabregas, Remili 5 | (15–12) | Radivojević 6 | Mercedes-Benz Arena, Berlin Asistență: 13.500 Arbitri: Gjeding, Hansen |
| 12 ianuarie 2019 20:30 | 2×                 | Cronică | 4× 2×         | Mercedes-Benz Arena, Berlin Asistență: 13.500 Arbitri: Gjeding, Hansen |

| 14 ianuarie 2019 15:30 | Serbia                  | 22–24   | Brazilia | Mercedes-Benz Arena, Berlin Asistență: 10.211 Arbitri: Gjeding, Hansen |
| 14 ianuarie 2019 15:30 | Marsenić, Radivojević 5 | (11–14) | Toledo 5 | Mercedes-Benz Arena, Berlin Asistență: 10.211 Arbitri: Gjeding, Hansen |
| 14 ianuarie 2019 15:30 | 6× 3× 1×                | Cronică | 3× 2×    | Mercedes-Benz Arena, Berlin Asistență: 10.211 Arbitri: Gjeding, Hansen |

| 14 ianuarie 2019 18:00 | Rusia     | 22–22   | Germania     | Mercedes-Benz Arena, Berlin Asistență: 13.500 Arbitri: Kurtagic, Wetterwik |
| 14 ianuarie 2019 18:00 | Dibirov 8 | (10–12) | Gensheimer 8 | Mercedes-Benz Arena, Berlin Asistență: 13.500 Arbitri: Kurtagic, Wetterwik |
| 14 ianuarie 2019 18:00 | 5× 3×     | Cronică | 3×           | Mercedes-Benz Arena, Berlin Asistență: 13.500 Arbitri: Kurtagic, Wetterwik |

| 14 ianuarie 2019 20:30 | Franța   | 34–23   | Coreea de Sud | Mercedes-Benz Arena, Berlin Asistență: 10.331 Arbitri: Pavićević, Ražnatović |
| 14 ianuarie 2019 20:30 | Remili 7 | (17–16) | Kang T. 7     | Mercedes-Benz Arena, Berlin Asistență: 10.331 Arbitri: Pavićević, Ražnatović |
| 14 ianuarie 2019 20:30 | 6× 3×    | Cronică | 3× 2×         | Mercedes-Benz Arena, Berlin Asistență: 10.331 Arbitri: Pavićević, Ražnatović |

| 15 ianuarie 2019 15:30 | Rusia                | 23–25   | Brazilia | Mercedes-Benz Arena, Berlin Asistență: 9.011 Arbitri: Pavićević, Ražnatović |
| 15 ianuarie 2019 15:30 | Dibirov, Zhitnikov 6 | (10–15) | Borges 7 | Mercedes-Benz Arena, Berlin Asistență: 9.011 Arbitri: Pavićević, Ražnatović |
| 15 ianuarie 2019 15:30 | 6× 1×                | Cronică | 5× 2×    | Mercedes-Benz Arena, Berlin Asistență: 9.011 Arbitri: Pavićević, Ražnatović |

| 15 ianuarie 2019 18:00 | Coreea de Sud | 29–31   | Serbia     | Mercedes-Benz Arena, Berlin Asistență: 11.953 Arbitri: Kurtagic, Wetterwik |
| 15 ianuarie 2019 18:00 | Kang J. 12    | (16–14) | Vorkapić 7 | Mercedes-Benz Arena, Berlin Asistență: 11.953 Arbitri: Kurtagic, Wetterwik |
| 15 ianuarie 2019 18:00 | 3× 1×         | Cronică | 5× 2× 1×   | Mercedes-Benz Arena, Berlin Asistență: 11.953 Arbitri: Kurtagic, Wetterwik |

| 15 ianuarie 2019 20:30 | Germania                     | 25–25   | Franța | Mercedes-Benz Arena, Berlin Asistență: 13.500 Arbitri: Gjeding, Hansen |
| 15 ianuarie 2019 20:30 | Gensheimer, Strobel, Wiede 4 | (12–10) | Mahé 9 | Mercedes-Benz Arena, Berlin Asistență: 13.500 Arbitri: Gjeding, Hansen |
| 15 ianuarie 2019 20:30 | 5× 2×                        | Cronică | 6×     | Mercedes-Benz Arena, Berlin Asistență: 13.500 Arbitri: Gjeding, Hansen |

| 17 ianuarie 2019 15:30 | Brazilia | 35–26   | Coreea de Sud | Mercedes-Benz Arena, Berlin Asistență: 8.933 Arbitri: Jørum, Kleven |
| 17 ianuarie 2019 15:30 | Borges 6 | (18–10) | Kang J. 5     | Mercedes-Benz Arena, Berlin Asistență: 8.933 Arbitri: Jørum, Kleven |
| 17 ianuarie 2019 15:30 | 5× 2×    | Cronică | 2× 1×         | Mercedes-Benz Arena, Berlin Asistență: 8.933 Arbitri: Jørum, Kleven |

| 17 ianuarie 2019 18:00 | Germania | 31–23   | Serbia    | Mercedes-Benz Arena, Berlin Asistență: 13.500 Arbitri: Pavićević, Ražnatović |
| 17 ianuarie 2019 18:00 | Musche 5 | (16–12) | N. Ilić 6 | Mercedes-Benz Arena, Berlin Asistență: 13.500 Arbitri: Pavićević, Ražnatović |
| 17 ianuarie 2019 18:00 | 3× 1×    | Cronică | 7× 3×     | Mercedes-Benz Arena, Berlin Asistență: 13.500 Arbitri: Pavićević, Ražnatović |

| 17 ianuarie 2019 20:30 | Franța       | 23–22   | Rusia         | Mercedes-Benz Arena, Berlin Asistență: 11.287 Arbitri: Horáček, Novotný |
| 17 ianuarie 2019 20:30 | Richardson 4 | (12–12) | Shkurinskiy 4 | Mercedes-Benz Arena, Berlin Asistență: 11.287 Arbitri: Horáček, Novotný |
| 17 ianuarie 2019 20:30 | 2×           | Cronică | 4× 1×         | Mercedes-Benz Arena, Berlin Asistență: 11.287 Arbitri: Horáček, Novotný |

### Grupa B
| Loc | Echipa            | MJ | V | E | Î | GM  | GP  | DG  | Pct | Calificare       |
| --- | ----------------- | -- | - | - | - | --- | --- | --- | --- | ---------------- |
| 1   | Croația           | 5  | 5 | 0 | 0 | 152 | 115 | +37 | 10  | Grupa principală |
| 2   | Spania            | 5  | 4 | 0 | 1 | 142 | 114 | +28 | 8   | Grupa principală |
| 3   | Islanda           | 5  | 3 | 0 | 2 | 137 | 124 | +13 | 6   | Grupa principală |
| 4   | Macedonia de Nord | 5  | 2 | 0 | 3 | 131 | 139 | −8  | 4   |                  |
| 5   | Bahrain           | 5  | 1 | 0 | 4 | 107 | 151 | −44 | 2   |                  |
| 6   | Japonia           | 5  | 0 | 0 | 5 | 121 | 147 | −26 | 0   |                  |

| 11 ianuarie 2019 15:30 | Japonia    | 29–38   | Macedonia de Nord | Olympiahalle, München Asistență: 7.500 Arbitri: Horáček, Novotný |
| 11 ianuarie 2019 15:30 | Watanabe 5 | (13–18) | K. Lazarov 8      | Olympiahalle, München Asistență: 7.500 Arbitri: Horáček, Novotný |
| 11 ianuarie 2019 15:30 | 3×         | Cronică | 4× 1×             | Olympiahalle, München Asistență: 7.500 Arbitri: Horáček, Novotný |

| 11 ianuarie 2019 18:00 | Islanda      | 27–31   | Croația     | Olympiahalle, München Asistență: 12.000 Arbitri: Boualloucha, Khenissi |
| 11 ianuarie 2019 18:00 | Pálmarsson 7 | (14–16) | Stepančić 8 | Olympiahalle, München Asistență: 12.000 Arbitri: Boualloucha, Khenissi |
| 11 ianuarie 2019 18:00 | 5× 2×        | Cronică | 2× 3×       | Olympiahalle, München Asistență: 12.000 Arbitri: Boualloucha, Khenissi |

| 11 ianuarie 2019 20:30 | Bahrain            | 23–33   | Spania | Olympiahalle, München Asistență: 9.800 Arbitri: Grillo, Lenci |
| 11 ianuarie 2019 20:30 | Al-Sayyad, Habib 7 | (11–16) | Solé 7 | Olympiahalle, München Asistență: 9.800 Arbitri: Grillo, Lenci |
| 11 ianuarie 2019 20:30 | 6× 2×              | Cronică | 4× 2×  | Olympiahalle, München Asistență: 9.800 Arbitri: Grillo, Lenci |

| 13 ianuarie 2019 14:00 | Macedonia de Nord | 28–23   | Bahrain     | Olympiahalle, München Asistență: 8.500 Arbitri: Boualloucha, Khenissi |
| 13 ianuarie 2019 14:00 | K. Lazarov 8      | (12–8)  | Al-Sayyad 6 | Olympiahalle, München Asistență: 8.500 Arbitri: Boualloucha, Khenissi |
| 13 ianuarie 2019 14:00 | 3× 1×             | Cronică | 3× 1×       | Olympiahalle, München Asistență: 8.500 Arbitri: Boualloucha, Khenissi |

| 13 ianuarie 2019 16:30 | Croația  | 35–27   | Japonia  | Olympiahalle, München Asistență: 12.000 Arbitri: Brunner, Salah |
| 13 ianuarie 2019 16:30 | Horvat 8 | (18–13) | Tokuda 6 | Olympiahalle, München Asistență: 12.000 Arbitri: Brunner, Salah |
| 13 ianuarie 2019 16:30 | 2× 3×    | Cronică | 2× 3×    | Olympiahalle, München Asistență: 12.000 Arbitri: Brunner, Salah |

| 13 ianuarie 2019 19:00 | Spania | 32–25   | Islanda       | Olympiahalle, München Asistență: 12.000 Arbitri: Horáček, Novotný |
| 13 ianuarie 2019 19:00 | Solé 5 | (19–14) | Guðmundsson 6 | Olympiahalle, München Asistență: 12.000 Arbitri: Horáček, Novotný |
| 13 ianuarie 2019 19:00 | 3× 1×  | Cronică | 6× 2×         | Olympiahalle, München Asistență: 12.000 Arbitri: Horáček, Novotný |

| 14 ianuarie 2019 15:30 | Islanda      | 36–18   | Bahrain | Olympiahalle, München Asistență: 6.000 Arbitri: Brunner, Salah |
| 14 ianuarie 2019 15:30 | Gunnarsson 8 | (16–10) | Merza 5 | Olympiahalle, München Asistență: 6.000 Arbitri: Brunner, Salah |
| 14 ianuarie 2019 15:30 | 4× 2×        | Cronică | 5× 2×   | Olympiahalle, München Asistență: 6.000 Arbitri: Brunner, Salah |

| 14 ianuarie 2019 18:00 | Croația   | 31–22   | Macedonia de Nord | Olympiahalle, München Asistență: 9.800 Arbitri: Horáček, Novotný |
| 14 ianuarie 2019 18:00 | Duvnjak 6 | (16–11) | Manaskov 6        | Olympiahalle, München Asistență: 9.800 Arbitri: Horáček, Novotný |
| 14 ianuarie 2019 18:00 | 3× 2×     | Cronică | 3× 1×             | Olympiahalle, München Asistență: 9.800 Arbitri: Horáček, Novotný |

| 14 ianuarie 2019 20:30 | Spania | 26–22   | Japonia  | Olympiahalle, München Asistență: 7.300 Arbitri: Grillo, Lenci |
| 14 ianuarie 2019 20:30 | Solé 8 | (10–11) | Tokuda 7 | Olympiahalle, München Asistență: 7.300 Arbitri: Grillo, Lenci |
| 14 ianuarie 2019 20:30 | 3×     | Cronică | 3× 2×    | Olympiahalle, München Asistență: 7.300 Arbitri: Grillo, Lenci |

| 16 ianuarie 2019 15:30 | Japonia  | 21–25   | Islanda         | Olympiahalle, München Asistență: 6.000 Arbitri: Boualloucha, Khenissi |
| 16 ianuarie 2019 15:30 | Agarie 4 | (12–13) | Sigurmannsson 5 | Olympiahalle, München Asistență: 6.000 Arbitri: Boualloucha, Khenissi |
| 16 ianuarie 2019 15:30 | 1×       | Cronică | 2×              | Olympiahalle, München Asistență: 6.000 Arbitri: Boualloucha, Khenissi |

| 16 ianuarie 2019 18:00 | Croația   | 32–20   | Bahrain | Olympiahalle, München Asistență: 8.600 Arbitri: Grillo, Lenci |
| 16 ianuarie 2019 18:00 | Štrlek 11 | (19–9)  | Jalal 5 | Olympiahalle, München Asistență: 8.600 Arbitri: Grillo, Lenci |
| 16 ianuarie 2019 18:00 | 7× 3×     | Cronică | 5× 1×   | Olympiahalle, München Asistență: 8.600 Arbitri: Grillo, Lenci |

| 16 ianuarie 2019 20:30 | Macedonia de Nord | 21–32   | Spania  | Olympiahalle, München Asistență: 9,600 Arbitri: Brunner, Salah |
| 16 ianuarie 2019 20:30 | Peševski 6        | (12–13) | Gómez 6 | Olympiahalle, München Asistență: 9,600 Arbitri: Brunner, Salah |
| 16 ianuarie 2019 20:30 | 4× 1×             | Cronică | 2× 1×   | Olympiahalle, München Asistență: 9,600 Arbitri: Brunner, Salah |

| 17 ianuarie 2019 15:30 | Bahrain  | 23–22   | Japonia  | Olympiahalle, München Asistență: 5.200 Arbitri: Brunner, Salah |
| 17 ianuarie 2019 15:30 | Basham 6 | (10–9)  | Motoki 9 | Olympiahalle, München Asistență: 5.200 Arbitri: Brunner, Salah |
| 17 ianuarie 2019 15:30 | 4×       | Cronică | 4× 2×    | Olympiahalle, München Asistență: 5.200 Arbitri: Brunner, Salah |

| 17 ianuarie 2019 18:00 | Macedonia de Nord      | 22–24   | Islanda       | Olympiahalle, München Asistență: 10.100 Arbitri: Kurtagic, Wetterwik |
| 17 ianuarie 2019 18:00 | K. Lazarov, Manaskov 5 | (13–11) | Gunnarsson 10 | Olympiahalle, München Asistență: 10.100 Arbitri: Kurtagic, Wetterwik |
| 17 ianuarie 2019 18:00 | 3×                     | Cronică | 4× 2×         | Olympiahalle, München Asistență: 10.100 Arbitri: Kurtagic, Wetterwik |

| 17 ianuarie 2019 20:30 | Spania | 19–23   | Croația  | Olympiahalle, München Asistență: 12.000 Arbitri: Gjeding, Hansen |
| 17 ianuarie 2019 20:30 | Solé 5 | (10–13) | Horvat 8 | Olympiahalle, München Asistență: 12.000 Arbitri: Gjeding, Hansen |
| 17 ianuarie 2019 20:30 | 1×     | Cronică | 2× 3×    | Olympiahalle, München Asistență: 12.000 Arbitri: Gjeding, Hansen |

### Grupa C
| Loc | Echipa         | MJ | V | E | Î | GM  | GP  | DG  | Pct | Calificare       |
| --- | -------------- | -- | - | - | - | --- | --- | --- | --- | ---------------- |
| 1   | Danemarca (H)  | 5  | 5 | 0 | 0 | 167 | 103 | +64 | 10  | Grupa principală |
| 2   | Norvegia       | 5  | 4 | 0 | 1 | 175 | 119 | +56 | 8   | Grupa principală |
| 3   | Tunisia        | 5  | 3 | 0 | 2 | 138 | 147 | −9  | 6   | Grupa principală |
| 4   | Chile          | 5  | 2 | 0 | 3 | 130 | 167 | −37 | 4   |                  |
| 5   | Austria        | 5  | 1 | 0 | 4 | 121 | 148 | −27 | 2   |                  |
| 6   | Arabia Saudită | 5  | 0 | 0 | 5 | 112 | 159 | −47 | 0   |                  |

| 10 ianuarie 2019 20:15 | Chile     | 16–39   | Danemarca   | Royal Arena, Copenhaga Asistență: 12.500 Arbitri: Santos, Fonseca |
| 10 ianuarie 2019 20:15 | Salinas 4 | (4–22)  | Mortensen 8 | Royal Arena, Copenhaga Asistență: 12.500 Arbitri: Santos, Fonseca |
| 10 ianuarie 2019 20:15 | 5×        | Cronică | 5× 2×       | Royal Arena, Copenhaga Asistență: 12.500 Arbitri: Santos, Fonseca |

| 11 ianuarie 2019 18:00 | Arabia Saudită | 22–29   | Austria | Jyske Bank Boxen, Herning Asistență: 6.500 Arbitri: Schulze, Tönnies |
| 11 ianuarie 2019 18:00 | Ma.Al-Salem 7  | (9–15)  | Bilyk 7 | Jyske Bank Boxen, Herning Asistență: 6.500 Arbitri: Schulze, Tönnies |
| 11 ianuarie 2019 18:00 | 6× 2× 1×       | Cronică | 5× 2×   | Jyske Bank Boxen, Herning Asistență: 6.500 Arbitri: Schulze, Tönnies |

| 11 ianuarie 2019 20:30 | Tunisia    | 24–34   | Norvegia | Jyske Bank Boxen, Herning Asistență: 6.500 Arbitri: Gubica, Milošević |
| 11 ianuarie 2019 20:30 | Jaballah 5 | (13–18) | Jøndal 9 | Jyske Bank Boxen, Herning Asistență: 6.500 Arbitri: Gubica, Milošević |
| 11 ianuarie 2019 20:30 | 5× 2×      | Cronică | 5× 1×    | Jyske Bank Boxen, Herning Asistență: 6.500 Arbitri: Gubica, Milošević |

| 12 ianuarie 2019 15:00 | Austria | 24–32   | Chile            | Jyske Bank Boxen, Herning Asistență: 5.900 Arbitri: Gasmi, Gasmi |
| 12 ianuarie 2019 15:00 | Weber 6 | (15–14) | Er. Feuchtmann 9 | Jyske Bank Boxen, Herning Asistență: 5.900 Arbitri: Gasmi, Gasmi |
| 12 ianuarie 2019 15:00 | 6× 2×   | Cronică | 5× 1×            | Jyske Bank Boxen, Herning Asistență: 5.900 Arbitri: Gasmi, Gasmi |

| 12 ianuarie 2019 17:30 | Norvegia | 40–21   | Arabia Saudită | Jyske Bank Boxen, Herning Asistență: 12.002 Arbitri: Schulze, Tönnies |
| 12 ianuarie 2019 17:30 | Rød 9    | (20–10) | Ma.Al-Salem 7  | Jyske Bank Boxen, Herning Asistență: 12.002 Arbitri: Schulze, Tönnies |
| 12 ianuarie 2019 17:30 | 3×       | Cronică | 2× 1×          | Jyske Bank Boxen, Herning Asistență: 12.002 Arbitri: Schulze, Tönnies |

| 12 ianuarie 2019 20:15 | Danemarca            | 36–22   | Tunisia    | Jyske Bank Boxen, Herning Asistență: 15.000 Arbitri: Lah, Sok |
| 12 ianuarie 2019 20:15 | M. Hansen, Schmidt 7 | (19–10) | Chouiref 5 | Jyske Bank Boxen, Herning Asistență: 15.000 Arbitri: Lah, Sok |
| 12 ianuarie 2019 20:15 | 7× 3×                | Cronică | 2×         | Jyske Bank Boxen, Herning Asistență: 15.000 Arbitri: Lah, Sok |

| 14 ianuarie 2019 15:00 | Tunisia | 36–30   | Chile | Jyske Bank Boxen, Herning Asistență: 3.247 Arbitri: Gubica, Milošević |
| 14 ianuarie 2019 15:00 | (18–15) |         |       | Jyske Bank Boxen, Herning Asistență: 3.247 Arbitri: Gubica, Milošević |
| 14 ianuarie 2019 15:00 | 4× 2×   | Cronică | 5× 2× | Jyske Bank Boxen, Herning Asistență: 3.247 Arbitri: Gubica, Milošević |

| 14 ianuarie 2019 17:30 | Norvegia  | 34–24   | Austria   | Jyske Bank Boxen, Herning Asistență: 8.716 Arbitri: Lah, Sok |
| 14 ianuarie 2019 17:30 | Sagosen 8 | (16–13) | Božović 7 | Jyske Bank Boxen, Herning Asistență: 8.716 Arbitri: Lah, Sok |
| 14 ianuarie 2019 17:30 | 1× 2×     | Cronică | 5× 2×     | Jyske Bank Boxen, Herning Asistență: 8.716 Arbitri: Lah, Sok |

| 14 ianuarie 2019 20:15 | Danemarca     | 34–22   | Arabia Saudită | Jyske Bank Boxen, Herning Asistență: 12.157 Arbitri: Gasmi, Gasmi |
| 14 ianuarie 2019 20:15 | M. Jacobsen 7 | (17–11) | Mo. Al-Salem 4 | Jyske Bank Boxen, Herning Asistență: 12.157 Arbitri: Gasmi, Gasmi |
| 14 ianuarie 2019 20:15 | 5× 1×         | Cronică | 7× 1×          | Jyske Bank Boxen, Herning Asistență: 12.157 Arbitri: Gasmi, Gasmi |

| 15 ianuarie 2019 16:15 | Arabia Saudită | 20–24   | Tunisia            | Jyske Bank Boxen, Herning Asistență: 4.571 Arbitri: Lah, Sok |
| 15 ianuarie 2019 16:15 | Al-Abdulali 5  | (8–12)  | Boughanmi, Sanaï 7 | Jyske Bank Boxen, Herning Asistență: 4.571 Arbitri: Lah, Sok |
| 15 ianuarie 2019 16:15 | 4× 1×          | Cronică | 3× 1×              | Jyske Bank Boxen, Herning Asistență: 4.571 Arbitri: Lah, Sok |

| 15 ianuarie 2019 18:30 | Norvegia | 41–20   | Chile     | Jyske Bank Boxen, Herning Asistență: 11,247 Arbitri: Gasmi, Gasmi |
| 15 ianuarie 2019 18:30 | Blonz 8  | (21–12) | Salinas 9 | Jyske Bank Boxen, Herning Asistență: 11,247 Arbitri: Gasmi, Gasmi |
| 15 ianuarie 2019 18:30 | 1× 2×    | Cronică | 2× 1×     | Jyske Bank Boxen, Herning Asistență: 11,247 Arbitri: Gasmi, Gasmi |

| 15 ianuarie 2019 20:45 | Austria         | 17–28   | Danemarca              | Jyske Bank Boxen, Herning Asistență: 14,607 Arbitri: Schulze, Tönnies |
| 15 ianuarie 2019 20:45 | trei jucători 3 | (8–11)  | M. Jacobsen, Schmidt 6 | Jyske Bank Boxen, Herning Asistență: 14,607 Arbitri: Schulze, Tönnies |
| 15 ianuarie 2019 20:45 | 2× 1×           | Cronică | 2×                     | Jyske Bank Boxen, Herning Asistență: 14,607 Arbitri: Schulze, Tönnies |

| 17 ianuarie 2019 15:00 | Chile             | 32–27   | Arabia Saudită | Jyske Bank Boxen, Herning Asistență: 3.526 Arbitri: Gubica, Milošević |
| 17 ianuarie 2019 15:00 | Er. Feuchtmann 11 | (21–13) | Mo. Al-Salem 8 | Jyske Bank Boxen, Herning Asistență: 3.526 Arbitri: Gubica, Milošević |
| 17 ianuarie 2019 15:00 | 5× 1×             | Cronică | 9× 1× 2×       | Jyske Bank Boxen, Herning Asistență: 3.526 Arbitri: Gubica, Milošević |

| 17 ianuarie 2019 17:30 | Austria | 27–32   | Tunisia     | Jyske Bank Boxen, Herning Asistență: 11.834 Arbitri: Santos, Fonseca |
| 17 ianuarie 2019 17:30 | Weber 9 | (14–18) | Boughanmi 9 | Jyske Bank Boxen, Herning Asistență: 11.834 Arbitri: Santos, Fonseca |
| 17 ianuarie 2019 17:30 | 6× 2×   | Cronică | 5× 2×       | Jyske Bank Boxen, Herning Asistență: 11.834 Arbitri: Santos, Fonseca |

| 17 ianuarie 2019 20:15 | Danemarca    | 30–26   | Norvegia      | Jyske Bank Boxen, Herning Asistență: 15.001 Arbitri: Nachevski, Nikolov |
| 17 ianuarie 2019 20:15 | M. Hansen 14 | (17–14) | Johannessen 5 | Jyske Bank Boxen, Herning Asistență: 15.001 Arbitri: Nachevski, Nikolov |
| 17 ianuarie 2019 20:15 | 4× 2×        | Cronică | 4× 3×         | Jyske Bank Boxen, Herning Asistență: 15.001 Arbitri: Nachevski, Nikolov |

### Grupa D
| Loc | Echipa    | MJ | V | E | Î | GM  | GP  | DG  | Pct | Calificare       |
| --- | --------- | -- | - | - | - | --- | --- | --- | --- | ---------------- |
| 1   | Suedia    | 5  | 5 | 0 | 0 | 151 | 111 | +40 | 10  | Grupa principală |
| 2   | Ungaria   | 5  | 2 | 2 | 1 | 151 | 138 | +13 | 6   | Grupa principală |
| 3   | Egipt     | 5  | 2 | 1 | 2 | 132 | 133 | −1  | 5   | Grupa principală |
| 4   | Qatar     | 5  | 2 | 0 | 3 | 125 | 127 | −2  | 4   |                  |
| 5   | Argentina | 5  | 1 | 1 | 3 | 119 | 130 | −11 | 3   |                  |
| 6   | Angola    | 5  | 1 | 0 | 4 | 121 | 160 | −39 | 2   |                  |

| 11 ianuarie 2019 15:30 | Angola | 24–23   | Qatar       | Royal Arena, Copenhaga Asistență: 1.870 Arbitri: Santos, Fonseca |
| 11 ianuarie 2019 15:30 | Hebo 7 | (12–8)  | Berrached 6 | Royal Arena, Copenhaga Asistență: 1.870 Arbitri: Santos, Fonseca |
| 11 ianuarie 2019 15:30 | 6× 2×  | Cronică | 4× 2×       | Royal Arena, Copenhaga Asistență: 1.870 Arbitri: Santos, Fonseca |

| 11 ianuarie 2019 18:00 | Argentina | 25–25   | Ungaria   | Royal Arena, Copenhaga Asistență: 4.272 Arbitri: López, Ramírez |
| 11 ianuarie 2019 18:00 | Simonet 6 | (10–13) | Balogh 11 | Royal Arena, Copenhaga Asistență: 4.272 Arbitri: López, Ramírez |
| 11 ianuarie 2019 18:00 | 4× 3×     | Cronică | 3× 2×     | Royal Arena, Copenhaga Asistență: 4.272 Arbitri: López, Ramírez |

| 11 January 2019 20:30 | Egipt              | 24–27   | Suedia                  | Royal Arena, Copenhaga Asistență: 6.448 Arbitri: Nachevski, Nikolov |
| 11 January 2019 20:30 | El-Ahmar, Shebib 5 | (11–13) | Gottfridsson, Nilsson 5 | Royal Arena, Copenhaga Asistență: 6.448 Arbitri: Nachevski, Nikolov |
| 11 January 2019 20:30 | 1× 3×              | Cronică | 4× 2×                   | Royal Arena, Copenhaga Asistență: 6.448 Arbitri: Nachevski, Nikolov |

| 13 ianuarie 2019 15:30 | Qatar    | 28–23   | Egipt      | Royal Arena, Copenhaga Asistență: 3.077 Arbitri: López, Ramírez |
| 13 ianuarie 2019 15:30 | Benali 9 | (15–12) | El-Ahmar 6 | Royal Arena, Copenhaga Asistență: 3.077 Arbitri: López, Ramírez |
| 13 ianuarie 2019 15:30 | 6× 3×    | Cronică | 3× 2×      | Royal Arena, Copenhaga Asistență: 3.077 Arbitri: López, Ramírez |

| 13 ianuarie 2019 18:00 | Ungaria  | 34–24   | Angola     | Royal Arena, Copenhaga Asistență: 4.891 Arbitri: Kolahdouzan, Mousaviannazhad |
| 13 ianuarie 2019 18:00 | Bóka 5   | (18–8)  | Ferreira 5 | Royal Arena, Copenhaga Asistență: 4.891 Arbitri: Kolahdouzan, Mousaviannazhad |
| 13 ianuarie 2019 18:00 | 3× 2× 1× | Cronică | 3×         | Royal Arena, Copenhaga Asistență: 4.891 Arbitri: Kolahdouzan, Mousaviannazhad |

| 13 ianuarie 2019 20:30 | Suedia       | 31–16   | Argentina   | Royal Arena, Copenhaga Asistență: 6.492 Arbitri: Santos, Fonseca |
| 13 ianuarie 2019 20:30 | Zachrisson 6 | (15–10) | Fernández 6 | Royal Arena, Copenhaga Asistență: 6.492 Arbitri: Santos, Fonseca |
| 13 ianuarie 2019 20:30 | 8× 1×        | Cronică | 6× 2×       | Royal Arena, Copenhaga Asistență: 6.492 Arbitri: Santos, Fonseca |

| 14 ianuarie 2019 15:30 | Ungaria | 32–26   | Qatar          | Royal Arena, Copenhaga Asistență: 1.694 Arbitri: Nachevski, Nikolov |
| 14 ianuarie 2019 15:30 | Lékai 5 | (16–11) | Marzo, Sinen 5 | Royal Arena, Copenhaga Asistență: 1.694 Arbitri: Nachevski, Nikolov |
| 14 ianuarie 2019 15:30 | 8× 2×   | Cronică | 5× 1×          | Royal Arena, Copenhaga Asistență: 1.694 Arbitri: Nachevski, Nikolov |

| 14 ianuarie 2019 18:00 | Argentina   | 20–22   | Egipt    | Royal Arena, Copenhaga Asistență: 2.607 Arbitri: Kolahdouzan, Mousaviannazhad |
| 14 ianuarie 2019 18:00 | Fernández 5 | (9–8)   | Sanad 7  | Royal Arena, Copenhaga Asistență: 2.607 Arbitri: Kolahdouzan, Mousaviannazhad |
| 14 ianuarie 2019 18:00 | 7× 4×       | Cronică | 5× 2× 1× | Royal Arena, Copenhaga Asistență: 2.607 Arbitri: Kolahdouzan, Mousaviannazhad |

| 14 ianuarie 2019 20:30 | Suedia               | 37–19   | Angola   | Royal Arena, Copenhaga Asistență: 3.731 Arbitri: López, Ramírez |
| 14 ianuarie 2019 20:30 | Ekberg, Zachrisson 5 | (19–14) | Hebo 5   | Royal Arena, Copenhaga Asistență: 3.731 Arbitri: López, Ramírez |
| 14 ianuarie 2019 20:30 | 2× 1×                | Cronică | 4× 2× 1× | Royal Arena, Copenhaga Asistență: 3.731 Arbitri: López, Ramírez |

| 16 ianuarie 2019 15:30 | Angola     | 26–33   | Argentina | Royal Arena, Copenhaga Asistență: 1.709 Arbitri: Nachevski, Nikolov |
| 16 ianuarie 2019 15:30 | Ferreira 7 | (12–17) | Simonet 7 | Royal Arena, Copenhaga Asistență: 1.709 Arbitri: Nachevski, Nikolov |
| 16 ianuarie 2019 15:30 | 5× 3×      | Cronică | 1× 2×     | Royal Arena, Copenhaga Asistență: 1.709 Arbitri: Nachevski, Nikolov |

| 16 ianuarie 2019 18:00 | Ungaria | 30–30   | Egipt          | Royal Arena, Copenhaga Asistență: 3.929 Arbitri: Fonseca, Santos |
| 16 ianuarie 2019 18:00 | Lékai 6 | (14–14) | Zeinelbaedin 7 | Royal Arena, Copenhaga Asistență: 3.929 Arbitri: Fonseca, Santos |
| 16 ianuarie 2019 18:00 | 4×      | Cronică | 5×             | Royal Arena, Copenhaga Asistență: 3.929 Arbitri: Fonseca, Santos |

| 16 ianuarie 2019 20:30 | Qatar    | 22–23   | Suedia                | Royal Arena, Copenhaga Asistență: 6.079 Arbitri: Schulze, Tönnies |
| 16 ianuarie 2019 20:30 | Benali 8 | (11–10) | Nilsson, Zachrisson 7 | Royal Arena, Copenhaga Asistență: 6.079 Arbitri: Schulze, Tönnies |
| 16 ianuarie 2019 20:30 | 4× 3×    | Cronică | 3× 2× 1×              | Royal Arena, Copenhaga Asistență: 6.079 Arbitri: Schulze, Tönnies |

| 17 ianuarie 2019 15:30 | Egipt      | 33–28   | Angola | Royal Arena, Copenhaga Asistență: 2.247 Arbitri: Kolahdouzan, Mousaviannazhad |
| 17 ianuarie 2019 15:30 | El-Deraa 8 | (19–12) | Sibo 7 | Royal Arena, Copenhaga Asistență: 2.247 Arbitri: Kolahdouzan, Mousaviannazhad |
| 17 ianuarie 2019 15:30 | 3× 2×      | Cronică | 4× 1×  | Royal Arena, Copenhaga Asistență: 2.247 Arbitri: Kolahdouzan, Mousaviannazhad |

| 17 ianuarie 2019 18:00 | Qatar   | 26–25   | Argentina            | Royal Arena, Copenhaga Asistență: 4.448 Arbitri: Lah, Sok |
| 17 ianuarie 2019 18:00 | Marzo 8 | (16–13) | Baronetto, Simonet 4 | Royal Arena, Copenhaga Asistență: 4.448 Arbitri: Lah, Sok |
| 17 ianuarie 2019 18:00 | 3× 1×   | Cronică | 4× 1×                | Royal Arena, Copenhaga Asistență: 4.448 Arbitri: Lah, Sok |

| 17 ianuarie 2019 20:30 | Suedia    | 33–30   | Ungaria | Royal Arena, Copenhaga Asistență: 7.803 Arbitri: López, Ramírez |
| 17 ianuarie 2019 20:30 | Nilsson 7 | (16–15) | Lékai 8 | Royal Arena, Copenhaga Asistență: 7.803 Arbitri: López, Ramírez |
| 17 ianuarie 2019 20:30 | 2× 3×     | Cronică | 5× 2×   | Royal Arena, Copenhaga Asistență: 7.803 Arbitri: López, Ramírez |

## Cupa președintelui

### Meciurile pentru locurile 21–24
|  | Semifinale pentru locurile 21–24 | Semifinale pentru locurile 21–24 |               |    | Locul 21 | Locul 21 |
|  |                                  |                                  |               |    |          |          |
|  | 19 ianuarie                      |                                  |               |    |          |          |
|  |                                  |                                  |               |    |          |          |
|  | Coreea de Sud                    | 27                               |               |    |          |          |
|  | Coreea de Sud                    | 27                               | 20 ianuarie   |    |          |          |
|  | Japonia                          | 25                               |               |    |          |          |
|  | Japonia                          | 25                               | Coreea de Sud | 26 |          |          |
|  | 19 ianuarie                      |                                  | Coreea de Sud | 26 |          |          |
|  |                                  | Arabia Saudită                   | 27            |    |          |          |
|  | Arabia Saudită                   | Arabia Saudită                   | 27            | 34 |          |          |
|  | Arabia Saudită                   |                                  |               | 34 |          |          |
|  | Angola                           | 29                               |               |    |          |          |
|  | Angola                           | 29                               | Locul 23      |    |          |          |
|  |                                  |                                  |               |    |          |          |
|  | 20 ianuarie                      |                                  |               |    |          |          |
|  |                                  |                                  |               |    |          |          |
|  | Japonia                          | 29                               |               |    |          |          |
|  | Japonia                          | 29                               |               |    |          |          |
|  | Angola                           | 32                               |               |    |          |          |

#### Meciurile pentru locurile 21–24
| 19 ianuarie 2019 13:00 | Coreea de Sud | 27–25   | Japonia | Royal Arena, Copenhaga Asistență: 4.446 Arbitri: Gubica, Milošević |
| 19 ianuarie 2019 13:00 | Kang J. 7     | (12–14) | Doi 10  | Royal Arena, Copenhaga Asistență: 4.446 Arbitri: Gubica, Milošević |
| 19 ianuarie 2019 13:00 | 1×            | Cronică | 7× 2×   | Royal Arena, Copenhaga Asistență: 4.446 Arbitri: Gubica, Milošević |

| 19 ianuarie 2019 15:30 | Arabia Saudită | 34–29   | Angola     | Royal Arena, Copenhaga Asistență: 6.233 Arbitri: Grillo, Lenci |
| 19 ianuarie 2019 15:30 | A. Al-Abbas 9  | (20–14) | Ferreira 8 | Royal Arena, Copenhaga Asistență: 6.233 Arbitri: Grillo, Lenci |
| 19 ianuarie 2019 15:30 | 4× 2×          | Cronică | 3×         | Royal Arena, Copenhaga Asistență: 6.233 Arbitri: Grillo, Lenci |

#### Meciul pentru locul 23
| 20 ianuarie 2019 13:00 | Japonia         | 29–32   | Angola | Royal Arena, Copenhaga Asistență: 2.952 Arbitri: Gasmi, Gasmi |
| 20 ianuarie 2019 13:00 | Doi, Watanabe 5 | (14–15) | Sibo 8 | Royal Arena, Copenhaga Asistență: 2.952 Arbitri: Gasmi, Gasmi |
| 20 ianuarie 2019 13:00 | 4× 2×           | Cronică | 5× 2×  | Royal Arena, Copenhaga Asistență: 2.952 Arbitri: Gasmi, Gasmi |

#### Meciul pentru locul 21
| 20 ianuarie 2019 15:30 | Coreea de Sud | 26–27   | Arabia Saudită | Royal Arena, Copenhaga Asistență: 3.523 Arbitri: Kolahdouzan, Mousaviannazhad |
| 20 ianuarie 2019 15:30 | Kang J. 4     | (14–13) | Mo. Al-Salem 7 | Royal Arena, Copenhaga Asistență: 3.523 Arbitri: Kolahdouzan, Mousaviannazhad |
| 20 ianuarie 2019 15:30 | 3×            | Cronică | 7× 3×          | Royal Arena, Copenhaga Asistență: 3.523 Arbitri: Kolahdouzan, Mousaviannazhad |

### Meciurile pentru locurile 17–20
|  | Semifinale pentru locurile 17–20 | Semifinale pentru locurile 17–20 |             |    | Locul 17 | Locul 17 |
|  |                                  |                                  |             |    |          |          |
|  | 19 ianuarie                      |                                  |             |    |          |          |
|  |                                  |                                  |             |    |          |          |
|  | Serbia                           | 32                               |             |    |          |          |
|  | Serbia                           | 32                               | 20 ianuarie |    |          |          |
|  | Bahrain                          | 27                               |             |    |          |          |
|  | Bahrain                          | 27                               | Serbia      | 28 |          |          |
|  | 19 ianuarie                      |                                  | Serbia      | 28 |          |          |
|  |                                  | Argentina                        | 30          |    |          |          |
|  | Austria                          | Argentina                        | 30          | 22 |          |          |
|  | Austria                          |                                  |             | 22 |          |          |
|  | Argentina                        | 24                               |             |    |          |          |
|  | Argentina                        | 24                               | Locul 19    |    |          |          |
|  |                                  |                                  |             |    |          |          |
|  | 20 ianuarie                      |                                  |             |    |          |          |
|  |                                  |                                  |             |    |          |          |
|  | Bahrain                          | 27                               |             |    |          |          |
|  | Bahrain                          | 27                               |             |    |          |          |
|  | Austria                          | 29                               |             |    |          |          |

#### Semifinale pentru locurile 17–20
| 19 ianuarie 2019 18:00 | Serbia    | 32–27   | Bahrain     | Royal Arena, Copenhaga Asistență: 7.225 Arbitri: Gasmi, Gasmi |
| 19 ianuarie 2019 18:00 | V. Ilić 9 | (15–17) | Al-Sayyad 9 | Royal Arena, Copenhaga Asistență: 7.225 Arbitri: Gasmi, Gasmi |
| 19 ianuarie 2019 18:00 | 6× 1×     | Cronică | 7× 2×       | Royal Arena, Copenhaga Asistență: 7.225 Arbitri: Gasmi, Gasmi |

| 19 ianuarie 2019 20:30 | Austria   | 22–24   | Argentina   | Royal Arena, Copenhaga Asistență: 1.013 Arbitri: Boualloucha, Khenissi |
| 19 ianuarie 2019 20:30 | Frimmel 8 | (12–12) | Fernández 6 | Royal Arena, Copenhaga Asistență: 1.013 Arbitri: Boualloucha, Khenissi |
| 19 ianuarie 2019 20:30 | 5× 2×     | Cronică | 2×          | Royal Arena, Copenhaga Asistență: 1.013 Arbitri: Boualloucha, Khenissi |

#### Meciul pentru locul 19
| 20 ianuarie 2019 18:00 | Bahrain      | 27–29   | Austria | Royal Arena, Copenhaga Asistență: 3.624 Arbitri: Lah, Sok |
| 20 ianuarie 2019 18:00 | Al-Salatna 6 | (17–17) | Weber 9 | Royal Arena, Copenhaga Asistență: 3.624 Arbitri: Lah, Sok |
| 20 ianuarie 2019 18:00 | 5×           | Cronică | 6× 1×   | Royal Arena, Copenhaga Asistență: 3.624 Arbitri: Lah, Sok |

#### Meciul pentru locul 17
| 20 ianuarie 2019 20:30 | Serbia  | 28–30   | Argentina       | Royal Arena, Copenhaga Asistență: 1.421 Arbitri: Gubica, Milošević |
| 20 ianuarie 2019 20:30 | Kukić 7 | (15–13) | F. Fernández 10 | Royal Arena, Copenhaga Asistență: 1.421 Arbitri: Gubica, Milošević |
| 20 ianuarie 2019 20:30 | 7× 2×   | Cronică | 6× 2×           | Royal Arena, Copenhaga Asistență: 1.421 Arbitri: Gubica, Milošević |

### Meciurile pentru locurile 13–16
|  | Semifinale pentru locurile 13–16 | Semifinale pentru locurile 13–16 |             |    | Locul 13 | Locul 13 |
|  |                                  |                                  |             |    |          |          |
|  | 19 ianuarie                      |                                  |             |    |          |          |
|  |                                  |                                  |             |    |          |          |
|  | Rusia                            | 30                               |             |    |          |          |
|  | Rusia                            | 30                               | 20 ianuarie |    |          |          |
|  | Macedonia de Nord                | 28                               |             |    |          |          |
|  | Macedonia de Nord                | 28                               | Rusia       | 28 |          |          |
|  | 19 ianuarie                      |                                  | Rusia       | 28 |          |          |
|  |                                  | Qatar                            | 34          |    |          |          |
|  | Chile                            | Qatar                            | 34          | 27 |          |          |
|  | Chile                            |                                  |             | 27 |          |          |
|  | Qatar                            | 37                               |             |    |          |          |
|  | Qatar                            | 37                               | Locul 15    |    |          |          |
|  |                                  |                                  |             |    |          |          |
|  | 20 ianuarie                      |                                  |             |    |          |          |
|  |                                  |                                  |             |    |          |          |
|  | Macedonia de Nord                | 32                               |             |    |          |          |
|  | Macedonia de Nord                | 32                               |             |    |          |          |
|  | Chile                            | 30                               |             |    |          |          |

#### Meciurile pentru locurile 13–16
| 19 ianuarie 2019 13:00 | Rusia       | 30–28   | Macedonia de Nord | Lanxess Arena, Köln Asistență: 10.949 Arbitri: Gjeding, Hansen |
| 19 ianuarie 2019 13:00 | Zhitnikov 8 | (17–14) | K. Lazarov 9      | Lanxess Arena, Köln Asistență: 10.949 Arbitri: Gjeding, Hansen |
| 19 ianuarie 2019 13:00 | 2×          | Cronică |                   | Lanxess Arena, Köln Asistență: 10.949 Arbitri: Gjeding, Hansen |

| 19 ianuarie 2019 15:30 | Chile            | 27–37   | Qatar    | Lanxess Arena, Köln Asistență: 13.267 Arbitri: Pavićević, Ražnatović |
| 19 ianuarie 2019 15:30 | Er. Feuchtmann 7 | (11–21) | Benali 8 | Lanxess Arena, Köln Asistență: 13.267 Arbitri: Pavićević, Ražnatović |
| 19 ianuarie 2019 15:30 | 1× 3×            | Cronică | 3× 1×    | Lanxess Arena, Köln Asistență: 13.267 Arbitri: Pavićević, Ražnatović |

#### Meciul pentru locul 15
| 20 ianuarie 2019 13:00 | Macedonia de Nord | 32–30   | Chile            | Lanxess Arena, Köln Asistență: 9.473 Arbitri: Brunner, Ražnatović |
| 20 ianuarie 2019 13:00 | K. Lazarov 9      | (16–16) | Er. Feuchtmann 9 | Lanxess Arena, Köln Asistență: 9.473 Arbitri: Brunner, Ražnatović |
| 20 ianuarie 2019 13:00 | 4× 1×             | Cronică | 5× 3×            | Lanxess Arena, Köln Asistență: 9.473 Arbitri: Brunner, Ražnatović |

#### Meciul pentru locul 13
| 20 ianuarie 2019 15:30 | Rusia      | 28–34   | Qatar           | Lanxess Arena, Köln Asistență: 12.781 Arbitri: Salah, Pavićević |
| 20 ianuarie 2019 15:30 | Kovalyov 9 | (14–17) | Benali, Marzo 8 | Lanxess Arena, Köln Asistență: 12.781 Arbitri: Salah, Pavićević |
| 20 ianuarie 2019 15:30 | 7× 2× 1×   | Cronică | 6× 1×           | Lanxess Arena, Köln Asistență: 12.781 Arbitri: Salah, Pavićević |

## Grupele principale
Se iau în considerare punctele obținute împotriva echipelor calificate în această rundă.

### Grupa I
| Loc | Echipa       | MJ | V | E | Î | GM  | GP  | DG  | Pct | Calificare            |
| --- | ------------ | -- | - | - | - | --- | --- | --- | --- | --------------------- |
| 1   | Germania (H) | 5  | 4 | 1 | 0 | 136 | 116 | +20 | 9   | Semifinale            |
| 2   | Franța       | 5  | 3 | 1 | 1 | 133 | 122 | +11 | 7   | Semifinale            |
| 3   | Croația      | 5  | 3 | 0 | 2 | 124 | 117 | +7  | 6   | meciul pentru locul 5 |
| 4   | Spania       | 5  | 2 | 0 | 3 | 147 | 136 | +11 | 4   | meciul pentru locul 7 |
| 5   | Brazilia     | 5  | 2 | 0 | 3 | 128 | 149 | −21 | 4   |                       |
| 6   | Islanda      | 5  | 0 | 0 | 5 | 122 | 150 | −28 | 0   |                       |

| 19 ianuarie 2019 18:00 | Franța          | 33–30   | Spania  | Lanxess Arena, Köln Asistență: 18.121 Arbitri: Jørum, Kleven |
| 19 ianuarie 2019 18:00 | Fabregas, Mem 6 | (17–15) | Solé 11 | Lanxess Arena, Köln Asistență: 18.121 Arbitri: Jørum, Kleven |
| 19 ianuarie 2019 18:00 | 4× 1×           | Cronică | 4× 3×   | Lanxess Arena, Köln Asistență: 18.121 Arbitri: Jørum, Kleven |

| 19 ianuarie 2019 20:30 | Germania | 24–19   | Islanda      | Lanxess Arena, Köln Asistență: 19.250 Arbitri: Horáček, Novotný |
| 19 ianuarie 2019 20:30 | Fäth 6   | (14–10) | Gunnarsson 6 | Lanxess Arena, Köln Asistență: 19.250 Arbitri: Horáček, Novotný |
| 19 ianuarie 2019 20:30 | 3× 1×    | Cronică | 6× 1×        | Lanxess Arena, Köln Asistență: 19.250 Arbitri: Horáček, Novotný |

| 20 ianuarie 2019 18:00 | Brazilia  | 29–26   | Croația   | Lanxess Arena, Köln Asistență: 15.227 Arbitri: Jørum, Kleven |
| 20 ianuarie 2019 18:00 | Langaro 9 | (17–13) | Duvnjak 6 | Lanxess Arena, Köln Asistență: 15.227 Arbitri: Jørum, Kleven |
| 20 ianuarie 2019 18:00 | 4× 2×     | Cronică | 2× 1×     | Lanxess Arena, Köln Asistență: 15.227 Arbitri: Jørum, Kleven |

| 20 ianuarie 2019 20:30 | Islanda   | 22–31   | Franța              | Lanxess Arena, Köln Asistență: 18.857 Arbitri: Kurtagic, Wetterwik |
| 20 ianuarie 2019 20:30 | Jónsson 5 | (11–15) | Porte, Richardson 5 | Lanxess Arena, Köln Asistență: 18.857 Arbitri: Kurtagic, Wetterwik |
| 20 ianuarie 2019 20:30 | 2× 1×     | Cronică | 5× 1×               | Lanxess Arena, Köln Asistență: 18.857 Arbitri: Kurtagic, Wetterwik |

| 21 ianuarie 2019 18:00 | Spania        | 36–24   | Brazilia          | Lanxess Arena, Köln Asistență: 17.209 Arbitri: Pavićević, Ražnatović |
| 21 ianuarie 2019 18:00 | Ariño, Solé 6 | (19–13) | Langaro, Nantes 4 | Lanxess Arena, Köln Asistență: 17.209 Arbitri: Pavićević, Ražnatović |
| 21 ianuarie 2019 18:00 | 3× 1×         | Cronică | 2×                | Lanxess Arena, Köln Asistență: 17.209 Arbitri: Pavićević, Ražnatović |

| 21 ianuarie 2019 20:30 | Croația           | 21–22   | Germania | Lanxess Arena, Köln Asistență: 19.250 Arbitri: Gjeding, Hansen |
| 21 ianuarie 2019 20:30 | Karačić, Štrlek 4 | (11–11) | Wiede 6  | Lanxess Arena, Köln Asistență: 19.250 Arbitri: Gjeding, Hansen |
| 21 ianuarie 2019 20:30 | 4× 2×             | Cronică | 5× 2×    | Lanxess Arena, Köln Asistență: 19.250 Arbitri: Gjeding, Hansen |

| 23 ianuarie 2019 15:30 | Brazilia  | 32–29   | Islanda   | Lanxess Arena, Köln Asistență: 11.027 Arbitri: Jørum, Kleven |
| 23 ianuarie 2019 15:30 | Langaro 9 | (15–15) | Jónsson 7 | Lanxess Arena, Köln Asistență: 11.027 Arbitri: Jørum, Kleven |
| 23 ianuarie 2019 15:30 | 3× 1×     | Cronică | 2× 1×     | Lanxess Arena, Köln Asistență: 11.027 Arbitri: Jørum, Kleven |

| 23 ianuarie 2019 18:00 | Franța       | 20–23   | Croația  | Lanxess Arena, Köln Asistență: 17.191 Arbitri: Horáček, Novotný |
| 23 ianuarie 2019 18:00 | Richardson 5 | (11–11) | Horvat 7 | Lanxess Arena, Köln Asistență: 17.191 Arbitri: Horáček, Novotný |
| 23 ianuarie 2019 18:00 | 1×           | Cronică | 2× 1×    | Lanxess Arena, Köln Asistență: 17.191 Arbitri: Horáček, Novotný |

| 23 ianuarie 2019 20:30 | Germania | 31–30   | Spania | Lanxess Arena, Köln Asistență: 19.250 Arbitri: Kurtagic, Wetterwik |
| 23 ianuarie 2019 20:30 | Böhm 5   | (17–16) | Solé 8 | Lanxess Arena, Köln Asistență: 19.250 Arbitri: Kurtagic, Wetterwik |
| 23 ianuarie 2019 20:30 | 3× 2×    | Cronică | 3× 1×  | Lanxess Arena, Köln Asistență: 19.250 Arbitri: Kurtagic, Wetterwik |

### Grupa a II-a
| Loc | Echipa        | MJ | V | E | Î | GM  | GP  | DG  | Pct | Calificare |
| --- | ------------- | -- | - | - | - | --- | --- | --- | --- | ---------- |
| 1   | Danemarca (H) | 5  | 5 | 0 | 0 | 147 | 116 | +31 | 10  | Semifinale |
| 2   | Norvegia      | 5  | 4 | 0 | 1 | 157 | 135 | +22 | 8   | Semifinale |
| 3   | Suedia        | 5  | 3 | 0 | 2 | 148 | 137 | +11 | 6   |            |
| 4   | Egipt         | 5  | 1 | 1 | 3 | 132 | 138 | −6  | 3   |            |
| 5   | Ungaria       | 5  | 1 | 1 | 3 | 134 | 144 | −10 | 3   |            |
| 6   | Tunisia       | 5  | 0 | 0 | 5 | 113 | 161 | −48 | 0   |            |

| 19 ianuarie 2019 18:00 | Tunisia | 23–35   | Suedia               | Jyske Bank Boxen, Herning Asistență: 14.153 Arbitri: Nachevski, Nikolov |
| 19 ianuarie 2019 18:00 | Sanaï 6 | (14–19) | Ekberg, A. Nilsson 7 | Jyske Bank Boxen, Herning Asistență: 14.153 Arbitri: Nachevski, Nikolov |
| 19 ianuarie 2019 18:00 | 2×      | Cronică | 3× 1×                | Jyske Bank Boxen, Herning Asistență: 14.153 Arbitri: Nachevski, Nikolov |

| 19 ianuarie 2019 20:30 | Danemarca   | 25–22   | Ungaria | Jyske Bank Boxen, Herning Asistență: 15.001 Arbitri: Schulze, Tönnies |
| 19 ianuarie 2019 20:30 | M. Hansen 7 | (15–10) | Szita 5 | Jyske Bank Boxen, Herning Asistență: 15.001 Arbitri: Schulze, Tönnies |
| 19 ianuarie 2019 20:30 | 6× 1×       | Cronică | 4× 2×   | Jyske Bank Boxen, Herning Asistență: 15.001 Arbitri: Schulze, Tönnies |

| 20 ianuarie 2019 18:00 | Ungaria  | 26–21   | Tunisia            | Jyske Bank Boxen, Herning Asistență: 2.605 Arbitri: Fonseca, Santos |
| 20 ianuarie 2019 18:00 | Balogh 9 | (16–14) | Boughanmi, Sanaï 5 | Jyske Bank Boxen, Herning Asistență: 2.605 Arbitri: Fonseca, Santos |
| 20 ianuarie 2019 18:00 | 6× 1×    | Cronică | 6× 3×              | Jyske Bank Boxen, Herning Asistență: 2.605 Arbitri: Fonseca, Santos |

| 20 ianuarie 2019 20:30 | Norvegia        | 32–28   | Egipt             | Jyske Bank Boxen, Herning Asistență: 3.643 Arbitri: López, Ramírez |
| 20 ianuarie 2019 20:30 | Rød, Sagosen 10 | (16–14) | El-Ahmar, Sanad 4 | Jyske Bank Boxen, Herning Asistență: 3.643 Arbitri: López, Ramírez |
| 20 ianuarie 2019 20:30 | 4× 1×           | Cronică | 5× 1×             | Jyske Bank Boxen, Herning Asistență: 3.643 Arbitri: López, Ramírez |

| 21 ianuarie 2019 18:00 | Suedia              | 27–30   | Norvegia  | Jyske Bank Boxen, Herning Asistență: 11.600 Arbitri: Santos, Fonseca |
| 21 ianuarie 2019 18:00 | A. Nilsson, Wanne 5 | (14–17) | Jøndal 11 | Jyske Bank Boxen, Herning Asistență: 11.600 Arbitri: Santos, Fonseca |
| 21 ianuarie 2019 18:00 | 5× 2×               | Cronică | 6× 3× 1×  | Jyske Bank Boxen, Herning Asistență: 11.600 Arbitri: Santos, Fonseca |

| 21 ianuarie 2019 20:30 | Egipt  | 20–26   | Danemarca                 | Jyske Bank Boxen, Herning Asistență: 13.237 Arbitri: Gubica, Milošević |
| 21 ianuarie 2019 20:30 | Zein 6 | (7–9)   | M. Hansen, Zachariassen 5 | Jyske Bank Boxen, Herning Asistență: 13.237 Arbitri: Gubica, Milošević |
| 21 ianuarie 2019 20:30 | 4× 3×  | Cronică | 5× 2×                     | Jyske Bank Boxen, Herning Asistență: 13.237 Arbitri: Gubica, Milošević |

| 23 ianuarie 2019 15:30 | Tunisia     | 23–30   | Egipt  | Jyske Bank Boxen, Herning Asistență: 4.924 Arbitri: Nachevski, Nikolov |
| 23 ianuarie 2019 15:30 | Boughanmi 6 | (10–15) | Omar 7 | Jyske Bank Boxen, Herning Asistență: 4.924 Arbitri: Nachevski, Nikolov |
| 23 ianuarie 2019 15:30 | 3×          | Cronică | 3× 1×  | Jyske Bank Boxen, Herning Asistență: 4.924 Arbitri: Nachevski, Nikolov |

| 23 ianuarie 2019 18:00 | Norvegia      | 35–26   | Ungaria   | Jyske Bank Boxen, Herning Asistență: 13.815 Arbitri: Schulze, Tönnies |
| 23 ianuarie 2019 18:00 | Jøndal, Rød 7 | (16–13) | Balogh 11 | Jyske Bank Boxen, Herning Asistență: 13.815 Arbitri: Schulze, Tönnies |
| 23 ianuarie 2019 18:00 | 4× 1×         | Cronică | 4× 1×     | Jyske Bank Boxen, Herning Asistență: 13.815 Arbitri: Schulze, Tönnies |

| 23 ianuarie 2019 20:30 | Danemarca   | 30–26   | Suedia      | Jyske Bank Boxen, Herning Asistență: 15.002 Arbitri: López, Ramírez |
| 23 ianuarie 2019 20:30 | M. Hansen 6 | (13–13) | Tollbring 8 | Jyske Bank Boxen, Herning Asistență: 15.002 Arbitri: López, Ramírez |
| 23 ianuarie 2019 20:30 | 4× 2×       | Cronică | 4× 1×       | Jyske Bank Boxen, Herning Asistență: 15.002 Arbitri: López, Ramírez |

## Fazele eliminatorii

### Schemă
|  | Semifinale  | Semifinale |             |    | Finala | Finala |
|  |             |            |             |    |        |        |
|  | 25 ianuarie |            |             |    |        |        |
|  |             |            |             |    |        |        |
|  | Danemarca   | 38         |             |    |        |        |
|  | Danemarca   | 38         | 27 ianuarie |    |        |        |
|  | Franța      | 30         |             |    |        |        |
|  | Franța      | 30         | Danemarca   | 31 |        |        |
|  | 25 ianuarie |            | Danemarca   | 31 |        |        |
|  |             | Norvegia   | 22          |    |        |        |
|  | Germania    | Norvegia   | 22          | 25 |        |        |
|  | Germania    |            |             | 25 |        |        |
|  | Norvegia    | 31         |             |    |        |        |
|  | Norvegia    | 31         | Locul 3     |    |        |        |
|  |             |            |             |    |        |        |
|  | 27 ianuarie |            |             |    |        |        |
|  |             |            |             |    |        |        |
|  | Franța      | 25         |             |    |        |        |
|  | Franța      | 25         |             |    |        |        |
|  | Germania    | 26         |             |    |        |        |

### Semifinale
| 25 ianuarie 2019 17:30 | Danemarca    | 38–30   | Franța   | Barclaycard Arena, Hamburg Asistență: 12.500 Arbitri: Gubica, Milošević |
| 25 ianuarie 2019 17:30 | M. Hansen 12 | (21-15) | Mahe 8   | Barclaycard Arena, Hamburg Asistență: 12.500 Arbitri: Gubica, Milošević |
| 25 ianuarie 2019 17:30 | 3× 0×        | Cronică | 4× 2× 0× | Barclaycard Arena, Hamburg Asistență: 12.500 Arbitri: Gubica, Milošević |

| 25 ianuarie 2019 20:30 | Germania     | 25-31   | Norvegia | Barclaycard Arena, Hamburg Asistență: 12.500 Arbitri: Horáček, Novotný |
| 25 ianuarie 2019 20:30 | Gensheimer 7 | (12-14) | Rød 7    | Barclaycard Arena, Hamburg Asistență: 12.500 Arbitri: Horáček, Novotný |
| 25 ianuarie 2019 20:30 | 7× 2× 1×     | Cronică | 3× 2×    | Barclaycard Arena, Hamburg Asistență: 12.500 Arbitri: Horáček, Novotný |

### Meciul pentru locul 7
| 26 ianuarie 2019 17:30 | Spania     | 36–31   | Egipt      | Jyske Bank Boxen, Herning Asistență: 5.318 Arbitri: Gjeding, Hansen |
| 26 ianuarie 2019 17:30 | Cañellas 9 | (17–18) | El-Ahmar 7 | Jyske Bank Boxen, Herning Asistență: 5.318 Arbitri: Gjeding, Hansen |
| 26 ianuarie 2019 17:30 | 3× 1×      | Cronică | 3× 1×      | Jyske Bank Boxen, Herning Asistență: 5.318 Arbitri: Gjeding, Hansen |

### Meciul pentru locul 5
| 26 ianuarie 2019 20:30 | Croația     | 28–34   | Suedia   | Jyske Bank Boxen, Herning Asistență: 6.075 Arbitri: Schulze, Tönnies |
| 26 ianuarie 2019 20:30 | Stepančić 5 | (13–16) | Ekberg 6 | Jyske Bank Boxen, Herning Asistență: 6.075 Arbitri: Schulze, Tönnies |
| 26 ianuarie 2019 20:30 | 3× 2×       | Cronică | 2×       | Jyske Bank Boxen, Herning Asistență: 6.075 Arbitri: Schulze, Tönnies |

### Meciul pentru locul 3
| 27 ianuarie 2019 14:30 | Franța       | 25–26   | Germania | Jyske Bank Boxen, Herning Asistență: 14.121 Arbitri: Santos, Fonseca |
| 27 ianuarie 2019 14:30 | Gensheimer 7 | (13–9)  | Mahé 7   | Jyske Bank Boxen, Herning Asistență: 14.121 Arbitri: Santos, Fonseca |
| 27 ianuarie 2019 14:30 | 6× 2× 1×     | Cronică | 4× 3×    | Jyske Bank Boxen, Herning Asistență: 14.121 Arbitri: Santos, Fonseca |

### Finala
| 27 ianuarie 2019 17:30 | Norvegia | 22–31   | Danemarca   | Jyske Bank Boxen, Herning Asistență: 15.003 Arbitri: Gubica, Milošević |
| 27 ianuarie 2019 17:30 | Jøndal 9 | (11–18) | M. Hansen 7 | Jyske Bank Boxen, Herning Asistență: 15.003 Arbitri: Gubica, Milošević |
| 27 ianuarie 2019 17:30 | 3× 1×    | Cronică | 3× 1×       | Jyske Bank Boxen, Herning Asistență: 15.003 Arbitri: Gubica, Milošević |

## Clasamentul final
Echipele de pe locurile 9–12 s-au clasificat după cum urmează: 1) Numărul de puncte obținute cu echipele clasate pe locul 1-4 în grupele preliminare din grupele lor, 2) Diferența de goluri față de echipele clasate pe locul 1-4 în grupele preliminare din grupele lor, 3) Un număr mai mare de goluri în jocurile lor din grupele preliminare.
| Loc | Echipa            |
| --- | ----------------- |
| 1   | Danemarca         |
| 2   | Norvegia          |
| 3   | Franța            |
| 4   | Germania          |
| 5   | Suedia            |
| 6   | Croația           |
| 7   | Spania            |
| 8   | Egipt             |
| 9   | Brazilia          |
| 10  | Ungaria           |
| 11  | Islanda           |
| 12  | Tunisia           |
| 13  | Qatar             |
| 14  | Rusia             |
| 15  | Macedonia de Nord |
| 16  | Chile             |
| 17  | Argentina         |
| 18  | Serbia            |
| 19  | Austria           |
| 20  | Bahrain           |
| 21  | Arabia Saudită    |
| 22  | Coreea de Sud     |
| 23  | Angola            |
| 24  | Japonia           |

|  | Calificată pentru Jocurile Olimpice din 2020    |
|  | Calificată pentru Turneul olimpic de calificare |